# Clan of Xymox
Clan of Xymox (с 1989 по 1994 годы — Xymox) — нидерландский музыкальный коллектив, работающий в жанрах готик-рока и дарквейва, основанный в 1983 году в Неймегене. Группа получила название в честь школьного прозвища своего основателя и единственного постоянного участника Ронни Морингса (Xymox — от искажённого англ. zymotic, что переводится как «заразный»).
За всё время своего существования Clan of Xymox неоднократно сравнивались с такими известными исполнителями, как Joy Division, The Cure, Sisters of Mercy и Dead Can Dance, а также получали противоречивые оценки от музыкальных критиков. Несмотря на то, что коллектив не добился столь же громкой известности и такого же коммерческого успеха, как вышеперечисленные группы, Clan of Xymox считаются одними из основателей и наиболее ярких представителей музыкального жанра дарквейв, а их собственное творчество оказало сильное влияние на ряд современных исполнителей готик-рока, индастриала, эмбиента и электронной музыки.

## История

### Основание группы и раннее творчество
Музыкальный коллектив Clan of Xymox (первоначально — Xymox) был образован в 1983 году в городе Неймеген вокалистом и гитаристом Ронни Морингсом и басисткой Анке Волберт, однако фактически его история начинается с 1984 года, когда участники группы перебрались в Амстердам, а её состав пополнился клавишником Питером Нотеном. В этом составе был записан первый мини-альбом Clan of Xymox, названный Subsequent Pleasures и вышедший ограниченным тиражом в 500 копий. Ронни Морингс, проводя промоушн пластинки, случайно встретился в ресторане с Брендоном Перри и Лизой Джеррард из Dead Can Dance, которые должны были выступать в Неймегене на разогреве у Cocteau Twins. Морингс посетил концерт Dead Can Dance и подарил Брендану Перри одну из копий Subsequent Pleasures. Несмотря на то, что представленный на дебютном EP материал был далёк от идеала (по мнению критика Рика Андерсона, большинство ранних композиций группы были «абсолютно катастрофическими»), Перри нашёл Сlan of Xymox перспективным коллективом и пригласил голландцев выступить вместе с Dead Can Dance в рамках британского турне. Этот тур привлёк к начинающим музыкантам внимание Иво Уоттса, владельца успешного лейбла 4AD Records, который в том же 1984 году подписал с ними контракт.

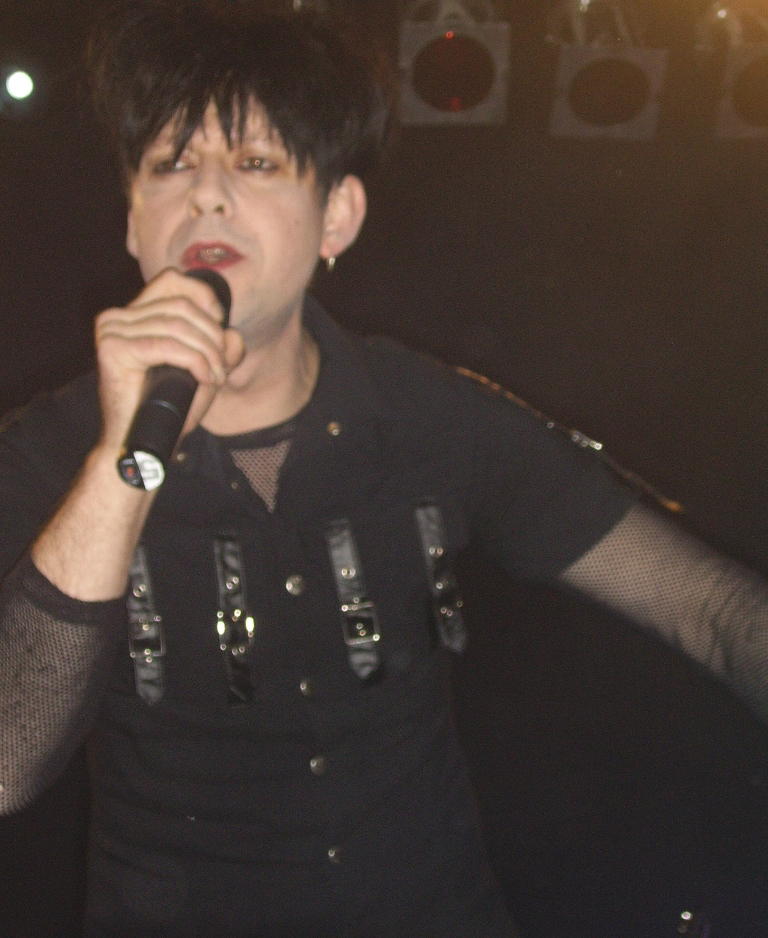
Ронни Морингс

В 1985 году Clan of Xymox выпустили на 4AD свой первый полноформатный альбом, название которого совпадало с названием группы. Этот диск, во многом классический для готик-рока 1980-х, был высоко оценён критиками и заложил представление об «эталонном» звучании коллектива. Трек «7th Time» получил высокую оценку известного диск-жокея Джона Пила, и композиции Clan of Xymox дважды появлялись в эфире его передачи — в июне и ноябре 1985 года. На песню «A Day» был снят видеоклип.
Второй студийный альбом коллектива, получивший название Medusa, вышел в 1986 году. Этот диск, по мнению некоторых критиков, стал одной из наиболее успешных работ Clan of Xymox и вошёл в число классических альбомов дарквейва. Одна из ранних композиций группы, песня «Muscoviet Musquito», появилась также в компиляции Lonely Is an Eyesore. Однако вскоре музыканты — с подачи самого Иво Уоттса — расторгли контракт с 4AD Records, вновь сократили название группы до Xymox и перешли на сублейбл Wing Records лейбла PolyGram. Это ознаменовало начало нового периода в творчестве команды.

### Период Xymox
После недолгого затишья группа вновь громко заявила о себе, выпустив в 1989 году более чем успешный альбом Twist of Shadows, разошедшийся суммарным тиражом в 300 тысяч копий. Все три сингла с него попали в крупнейшие американские чарты, включая Billboard Hot 100, и стали хитами. В музыкальном плане Twist of Shadows был проще для восприятия, нежели предыдущие альбомы коллектива; именно его выход отметил начало перехода группы к более «лёгкому», мейнстримовому звучанию.
В 1991 году Xymox выпустили сингл «Phoenix of My Heart», который быстро стал хитом и попал в клубные чарты, а вслед за этим издали очередной студийный альбом Phoenix. Как впоследствии вспоминал Ронни Морингс, в это время группа переживала своего рода «кризис идентичности»: руководство лейбла диктовало музыкантам свои условия и вынуждало их записывать более «модную», лёгкую для восприятия музыку. В результате Phoenix оказался ещё более танцевальным и поп-рок-ориентированным, чем даже Twist of Shadows; однако новый альбом продавался значительно хуже предыдущего, что привело к возникновению разногласий как между группой и владельцами звукозаписывающей компании, так и внутри самого коллектива. Анке Волберт покинула группу вскоре после выхода Phoenix из-за несогласия с творческим путём, избранным командой; следом за ней ушёл Питер Нотен, не сошедшийся во мнениях относительно дальнейшего развития музыки Xymox с фронтменом Ронни Морингсом. Морингс, оставшийся единственным первоначальным участником коллектива, пригласил в группу свою старую знакомую басистку Мойку Зугну и расторг контракт с Wing Records, перейдя в 1992 году на лейбл Zok Records.

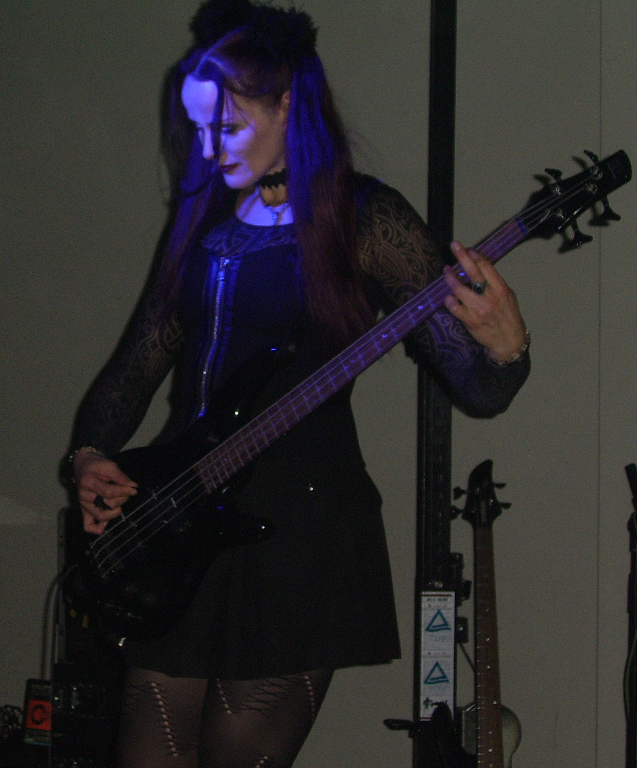
Мойка Зугна

Вместе с Мойкой Зугной и несколькими сессионными музыкантами (в том числе при участии гитариста известной группы The March Violets Тома Эштона) Морингс выпустил два альбома — Metamorphosis в 1992 и Headclouds в 1993 году. На этих дисках готик-рок окончательно уступил место «мрачной танцевальной музыке в духе восьмидесятых», однако по сравнению с предыдущими работами группы эти альбомы не были успешными. Тем не менее, в 1993 году Clan of Xymox впервые стали хэдлайнерами известнейшего готического фестиваля Wave-Gotik-Treffen.
В 1994 году на лейбле Pseudonym Records вышло переиздание дебютного EP Clan of Xymox Subsequent Pleasures, дополненное несколькими более поздними композициями и изданное в виде лонгплея. Вскоре Ронни Морингс покинул Лондон, где жил в течение нескольких лет, и вернулся в Амстердам. В 1995 году Xymox провели небольшое турне по городам Нидерландов, после чего в деятельности группы вновь наступил перерыв.

### Возвращение к корням
В 1997 году Ронни Морингс принял решение вернуться к тому музыкальному стилю, в котором группа работала прежде. Он вновь переименовал коллектив в Clan of Xymox и заключил контракт с лейблом Tess Records (вскоре сменившим название на Pandaimonium), чтобы выпустить новый альбом Hidden Faces, работа над которым велась в течение трёх лет. В качестве одного из продюсеров этого альбома выступил Дэйв Аллен, известный по работе с Sisters of Mercy. Критики встретили диск восторженными рецензиями, а сам Ронни Морингс впоследствии заявлял, что рассматривает дату выхода Hidden Faces как «второй день рождения» Clan of Xymox. В том же году группа, состав которой пополнился клавишницей Ниной Симич и гитаристом Робом Вонком, приняла участие в создании саундтрека к компьютерной игре Revenant. В это время Морингс также основал собственный лейбл Xymox Control, на котором впоследствии издавались многие начинающие исполнители, однако собственные релизы он предпочитал выпускать при помощи сторонних звукозаписывающих компаний.
Следующий лонгплей Creatures, вышедший в 1999 году, стал одной из самых пессимистических работ Clan of Xymox. На этом диске группа предложила слушателям «мрачную готическую электронику, приправленную гитарами и танцевальными битами». Альбом снискал признание музыкальных критиков по обе стороны Атлантики и стал «релизом месяца» по версии авторитетного немецкого издания Orkus. В его поддержку Clan of Xymox организовали масштабное турне, дав концерты во многих странах Европы, став хэдлайнерами фестиваля Castle Party, проведя совместный тур по США вместе с Front Line Assembly и в мае 2000 года выступив в Мехико перед тридцатью тысячами зрителей. Группа закрепила успех выступлениями на фестивалях Wave-Gotik-Treffen и Whitby Gothic Weekend. Материал, записанный во время живых выступлений в течение 1999—2000 годов, был собран воедино и осенью 2000 года издан в качестве двойного концертного альбома под незамысловатым названием Live. Помимо концертных записей, туда вошли видео на песни «Jasmine & Rose» и «Stranger».

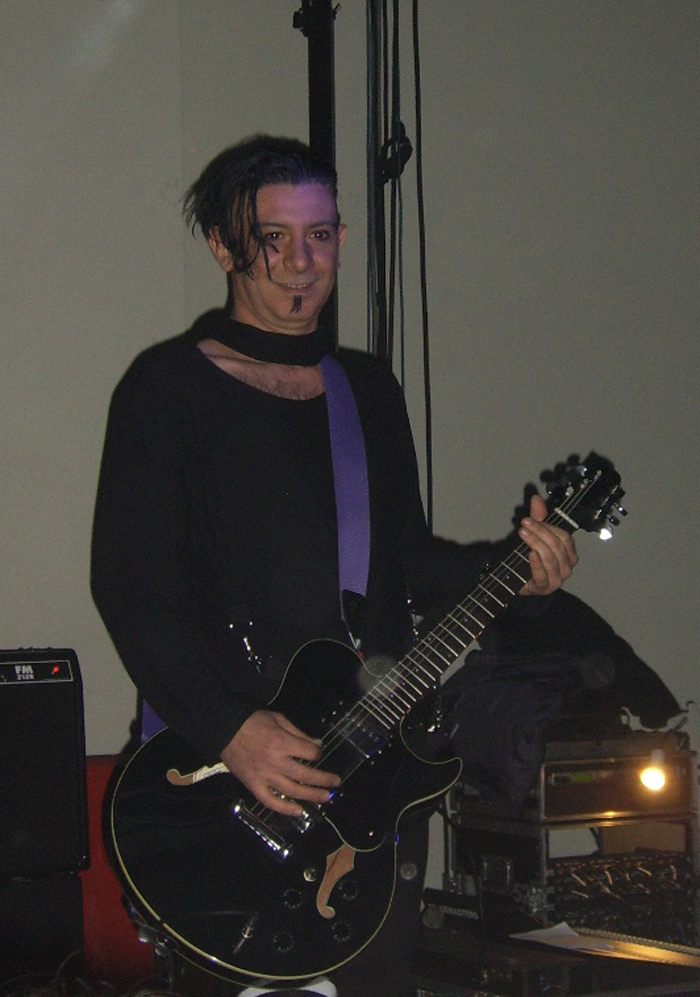
Марио Усаи

В 2001 году Clan of Xymox продолжили активно гастролировать, выступив на фестивалях M’era Luna и GothAM, причём последний был организован самим Ронни Морингсом. На этом фестивале группа впервые появилась перед публикой в новом составе: Роба Вонка и Нину Симич заменили, соответственно, гитарист Пол Уиттлси и клавишница Дениз Дейкстра.
25 сентября 2001 года увидел свет девятый студийный альбом коллектива, получивший название Notes from the Underground. На этом диске к традиционным для Clan of Xymox готик-роковым и дарквейв-композициям добавились элементы современной электронной музыки. Летом следующего года вышел двойной альбом Remixes from the Underground — фактически трибьют, состоящий из разножанровых ремиксов на песни с Notes from the Underground, выполненных такими исполнителями, как, например, Iris, Angels & Agony, In Strict Confidence и Front 242.
Выходу следующего студийного альбома Farewell предшествовал выпуск «чертовски удачного», по мнению критиков, сингла «There’s No Tomorrow». Сам альбом, состоящий из своеобразных «прощаний» с бывшими друзьями и возлюбленными, также получил высокие оценки от рецензентов, в том числе от известного авторитета в области готической музыки Мика Мёрсера.
Годом позже Ронни Морингс принял решение составить своего рода «энциклопедию творчества» Clan of Xymox, выбрав по две песни с каждого студийного альбома коллектива и издав их в компиляции. Сборник лучших работ группы вышел в сентябре 2004 года и получил название The Best of Clan of Xymox; в него вошли четырнадцать композиций, в том числе новые версии ранних песен с альбомов Clan of Xymox и Medusa, однако в компиляции не нашлось места для хитов, записанных группой во времена Xymox, — по словам Морингса, он не захотел включать их в трек-лист из-за того, что они создавались во время «кризиса идентичности» команды.
Альбом Breaking Point, выпущенный в 2006 году, сопровождался релизами сингла «Weak in My Knees» и клипа на эту же песню. Диск, по мнению критиков, стал одной из наиболее удачных работ коллектива — атмосферной, разноплановой и разумно организованной. В поддержку нового лонгплея Clan of Xymox вновь успешно выступили на фестивалях Wave-Gotik-Treffen, M’era Luna и Castle Party. В следующем году группа выпустила мини-альбом Heroes, центральной композицией которого стала кавер-версия одноимённой песни Дэвида Боуи, звучавшая, по мнению критиков, «так, словно с самого начала была записана Clan of Xymox». 2008 год, помимо многочисленных живых выступлений, был отмечен выходом Visible — первого двойного DVD коллектива, на котором оказались собраны клипы, концертные видеозаписи и интервью с Ронни Морингсом.

### Современное творчество

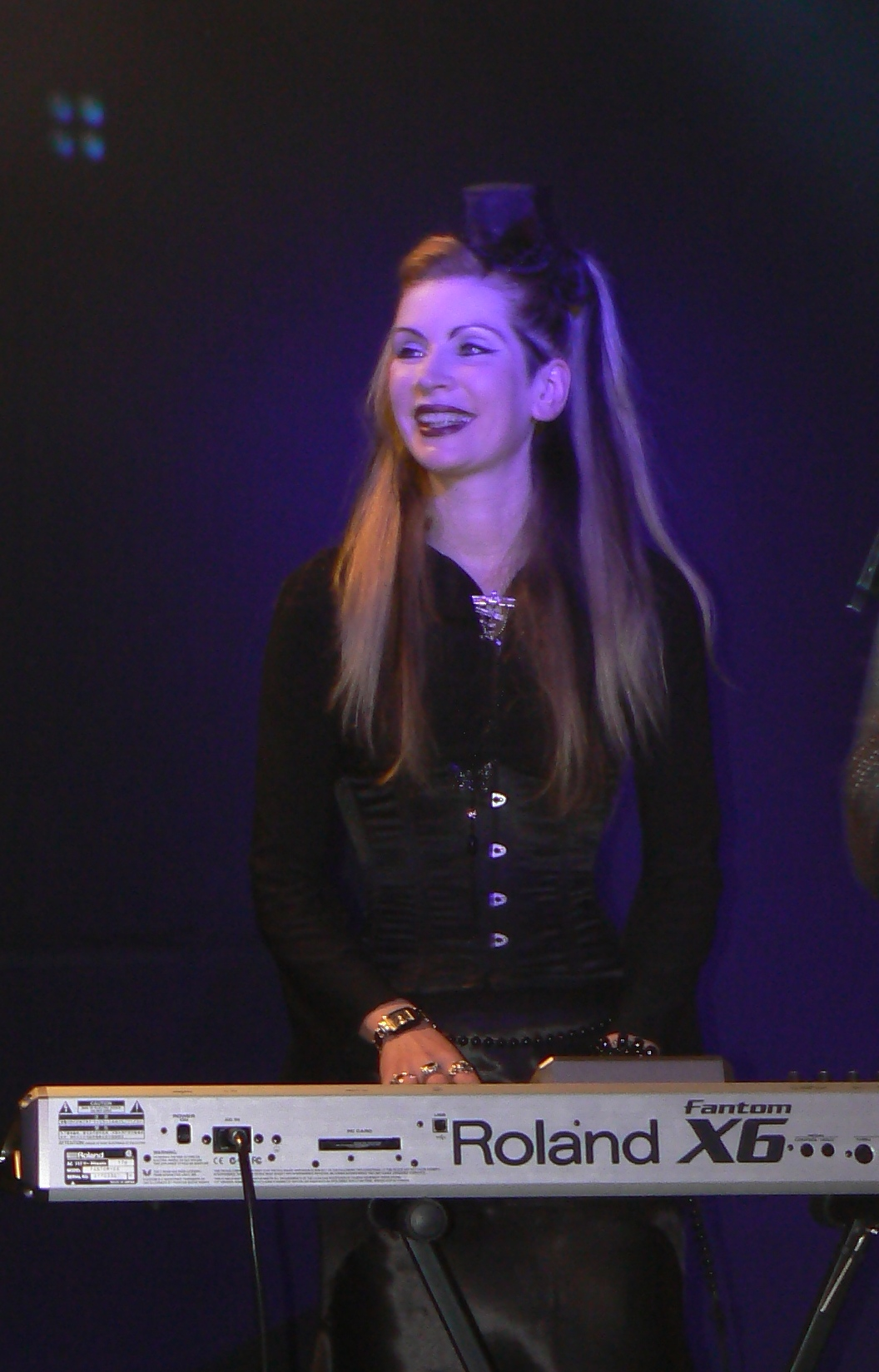
Ивонн де Рай

Вскоре после выхода DVD Visible владелец Pandaimonium Records понял, что он не в состоянии обеспечить релизам Clan of Xymox по-настоящему масштабного продвижения, которое в то время требовалось группе. Поэтому он предложил Ронни Морингсу сменить звукозаписывающую компанию и перейти на крупный готик-лейбл Trisol Music Group. Состав Clan of Xymox также претерпел изменения: теперь Ронни Морингс работал в студии один, лишь изредка привлекая к работе над материалом басистку Мойку Зугну, а новые члены коллектива — гитарист Марио Усаи и клавишница Ивонн де Рай (бывшая участница группы Age of Heaven) — присоединялись к нему исключительно на концертах.
Сингл «Emily», вышедший в июле 2009 года, достиг первого места в нидерландских андеграундных чартах; спустя два месяца новый альбом Clan of Xymox In Love We Trust не только повторил это достижение, но и попал на вершины хит-парадов Metropolis Records и журнала Orkus. В музыкальном плане этот диск ознаменовал возвращение группы к «классическому» звучанию середины 80-х; в то же время на In Love We Trust значительно увеличилась роль электронной составляющей по сравнению с ранними работами коллектива времён сотрудничества с 4AD. Музыкальные критики единодушно назвали альбом одним из лучших — если не самым лучшим — в дискографии Clan of Xymox. Сам Ронни Морингс также остался весьма доволен этим релизом: по его мнению, In Love We Trust — это наиболее удачное его произведение.
Спустя почти два года после триумфального успеха In Love We Trust свет увидел новый студийный альбом Clan of Xymox — Darkest Hour. Релиз был приурочен ко дню рождения Морингса — 20 мая 2011 года. Рецензенты приняли диск несколько более сдержанно, чем предыдущий альбом, отметив, что ему «недостаёт выдержки» и он мог бы быть «несколько менее напыщенным». На песню «Delete» был также снят клип, а композиция «In Your Arms Again» использовалась в фильме «Девушка с татуировкой дракона».
В настоящее время Clan of Xymox ведут активную концертную деятельность и регулярно становятся хэдлайнерами крупнейших готических фестивалей. Выступление группы на Castle Party XVII было записано и издано в качестве концертного DVD. 5 октября 2012 года вышел альбом Kindred Spirits, составленный из кавер-версий песен тех групп, чьё творчество всегда вдохновляло музыкантов, — Sisters of Mercy, Joy Division, Depeche Mode, Дэвида Боуи и других исполнителей. В феврале 2014 года Clan of Xymox выпустили пятнадцатый студийный альбом Matters of the Mind, Body and Soul, за которым должен последовать мировой тур.

## Другие проекты участников
Фронтмен и единственный постоянный участник коллектива Ронни Морингс также выступает сольно в качестве диджея (под именем DJ Ronny) и делает ремиксы на композиции других музыкантов. Он владеет собственным лейблом под названием Xymox Control и музыкальной студией Torture Garden; кроме того, Морингс организовывает ежегодный готический фестиваль GothAM, проводящийся в Амстердаме.
Басистка Clan of Xymox Мойка Зугна занимается также дизайном; она является автором обложек альбомов многих современных готических исполнителей (например, Elusive).
Анке Волберт после ухода из группы больше не пишет и не исполняет музыку. Питер Нотен выпустил альбом совместно с Майклом Бруком, некоторое время играл в командах Fingerprince и First Contact, а в настоящее время занимается сольной карьерой.

## Стиль, истоки, влияние
За всю историю существования Clan of Xymox группа, с лёгкой руки музыкальных критиков, удостаивалась самых разнообразных «титулов» — от «отцов-основателей готики» (англ. founding fathers of goth) до «просто ещё одной электронно-танцевальной группы пост-романтической эры». В настоящее время большинство критиков считают Clan of Xymox одними из основателей и наиболее ярких представителей музыкального жанра дарквейв, а некоторые называют их музыку «арт-готикой». Раннее творчество коллектива иногда также определяют как нью-вейв, а творчество периода Xymox — как синти-поп.
Как отмечает музыкальный критик и биограф группы Майкл Саттон, Clan of Xymox всегда оставались в тени других, более известных коллективов, — в частности, The Cure и Joy Division, от влияния которых, по его мнению, они так и не смогли полностью освободиться. Эти группы оказали определяющее воздействие на раннее творчество коллектива, равно как и New Order, Dead Can Dance, Bauhaus, Siouxsie and the Banshees и Depeche Mode.

В середине восьмидесятых имя Clan of Xymox произносилось на одном дыхании наравне с названиями Cocteau Twins и Dead Can Dance, групп, которые представляли некий атмосферный предготический жанр, одновременно успокаивающий и стимулирующий, вдохновивший тысячи (но не миллионы) британских и американских тинейджеров накрасить губы чёрной помадой и спрятать глаза за огромными странными причёсками. Clan of Xymox так никогда и не достигли коммерческого успеха Cocteau Twins и не были любимы критиками так, как Dead Can Dance, однако же, в отличие от обеих этих групп, они продолжают записываться.
— Рик Андерсон
Раннее творчество Clan of Xymox представляет собой сочетание «холодных», пульсирующих клавишных партий и мрачного гитарного звучания. Начиная с альбома Twist of Shadows музыка коллектива становится более лёгкой, танцевальной и доступной для неподготовленного слушателя, в результате чего в период Xymox группа приобрела популярность не только среди готов. Однако с выходом Hidden Faces коллектив вновь вернулся к готик-року и дарквейву; с конца 90-х годов и по настоящее время, по мнению критиков, Clan of Xymox испытывают сильное влияние Sisters of Mercy, что особенно ярко проявляется в манере пения Ронни Морингса, явно вдохновлённого примером Эндрю Элдрича. Примерно с середины 2000-х значительно возросла роль электронной составляющей в творчестве группы.
Clan of Xymox, не раз обвинявшиеся критиками в неоригинальности и слишком трепетном следовании канонам готик-рока, тем не менее, сами оказали влияние на многих современных исполнителей. Кавер-версии их песен записали, в частности, Dope Stars Inc., Omnimar и Faith & Disease, а их последователями в той или иной степени можно считать группы Deutsch Nepal, Ikon и Forma Tadre.

### Тематика песен
Dead water, dead sand 
Dark clouds will descend 
Here where all broken hearts  
Cherish solitude in the dark 
 
 Мёртвая вода, мёртвый песок
Тёмные тучи снизойдут 
Сюда, где все разбитые сердца 
Лелеют своё одиночество во мраке
Тексты ранних работ Clan of Xymox не отличались особой глубиной и зачастую были весьма странными, на взгляд некоторых критиков — абсурдными. Ронни Морингс впоследствии признавался, что даже он сам не может толком объяснить, о чём именно идёт речь в некоторых песнях того периода.
Впоследствии основными темами песен группы стали депрессия, неразделённая любовь и разочарование в людях, а качество текстов заметно повысилось. Одним из наиболее разнообразных по тематике стал альбом In Love We Trust, изначально задумывавшийся как концептуальный.

Многие близкие мне люди в течение последнего времени разрывали отношения со своими возлюбленными. Эти обстоятельства не могли не затронуть меня, а единственный способ выразить собственную реакцию — это превратить её в нечто творческое. Изначально я хотел сделать что-то вроде концептуального альбома, взять 10 песен и связать их единой нитью, но после мне показалось правильным решением отказаться от этой идеи.
— Ронни Морингс
По словам Морингса, название In Love We Trust (рус. Мы верим в любовь) было выбрано из-за своей циничности, поскольку заглавная композиция альбома посвящена, напротив, угасанию романтических чувств. Среди других тем, нашедших отражение в позднем творчестве коллектива, — политика, клаустрофобия и даже астральные путешествия.

### Логотип
С 1989 года группа использует логотип в виде круга, в который вписаны буквы, составляющие часть её названия (X, Y, M и O). Этот знак был разработан Ронни Морингсом совместно с графическим дизайнером Воганом Оливером; благодаря симметричности и своего рода иллюзии вращения логотип коллектива производит почти магическое впечатление.

## Дискография
Официальная дискография Clan of Xymox представлена пятнадцатью студийными альбомами (включая четыре диска, записанных под названием Xymox), двумя концертными альбомами (в том числе одним DVD), одним сборником песен, тремя мини-альбомами и двадцать одним синглом. Кроме того, существует альбом ремиксов на песни коллектива, а отдельные треки команды появлялись в различных компиляциях. В списке студийных альбомов отмечены также переиздания дебютного EP Subsequent Pleasures.
Официальная видеография группы включает единственный DVD Visible.
| - 1985 — Clan of Xymox - 1986 — Medusa - 1989 — Twist of Shadows (как Xymox) - 1991 — Phoenix (как Xymox) - 1992 — Metamorphosis (как Xymox) - 1993 — Headclouds (как Xymox) - 1994 — Subsequent Pleasures переиздание (как Xymox) - 1997 — Hidden Faces - 1999 — Creatures - 2001 — Notes From the Underground - 2001 — Remixes From the Underground 2CD/3CD Digipak (трибьют/альбом ремиксов) - 2001 — Subsequent Pleasures переиздание - 2003 — Farewell - 2006 — Breaking Point - 2009 — In Love We Trust - 2011 — Darkest Hour - 2012 — Kindred Spirits сборник кавер-версий - 2014 — Matters Of Mind, Body & Soul - 2017 — Days of Black - 2020 — Spider on the Wall - 2000 — Live 2CD - 2011 — Live at Castle Party CD/DVD - 2004 — The Best of Clan of Xymox - 1984 — Subsequent Pleasures - 2001 — The John Peel Sessions - 2007 — Heroes - 2020 — She - 2020 — Lovers - 2020 — All I Ever Know - 2008 — Visible DVD | - 1985 — «A Day/Stranger» - 1985 — «A Day» - 1986 — «Muscoviet Musquito» - 1986 — «Louise/Michelle» - 1988 — «Blind Hearts/A Million Things» (как Xymox) - 1989 — «Blind Hearts» (как Xymox) - 1989 — «Obsession» (как Xymox) - 1989 — «Imagination» (как Xymox) - 1991 — «Phoenix of My Heart» (как Xymox) - 1991 — «At the End of the Day» (как Xymox) - 1991 — «Wonderland» (как Xymox) - 1992 — «Dream On» (как Xymox) - 1993 — «Spiritual High» (как Xymox) - 1993 — «Reaching Out» (как Xymox) - 1997 — «Out of the Rain» - 1998 — «This World» - 1999 — «Consolation» - 2000 — «Liberty» - 2002 — «There’s No Tomorrow» - 2006 — «Weak In My Knees» - 2009 — «Emily» - 1985 — Abstract Magazine Vol. 5 Sweatbox 1985 — «Muscoviet Musquito (Remix)» - 1987 — Lonely Is an Eyesore — «Muscoviet Musquito» - 1992 — Dance 2 Noise 002 — «Yokan» (яп. 予感, «Предчувствие») (при участии Сакураи Ацуси) - 1996 — Total Mayhem Game саундтрек - 1999 — Revenant Game саундтрек - 2007 — I:Scintilla, Optics — «Scin» |